# Острво Бјут
Острво Бјут (енгл. Bute) је једно од Британских острва које припада Уједињеном Краљевству, односно Шкотској. Налази се у заливу Ферт ов Клајд. Површина острва износи 122 km². Према попису из 2001. на острву је живело 7,228 становника.